# Angster orgona- és harmóniumgyár
Az Angster orgona- és harmóniumgyár 1867–1949 között működött Pécsett, a Mária utca 35. és a József utca 30. szám alatt, melyben a család öt férfi tagja – főként Angster József és fia – nyolc évtized alatt 1300 orgonát és 3600 harmóniumot készített. Az orgonagyárat 1949-ben államosították, vezetőit elítélték és a gyárat bezárták. Az orgonagyár jogutód nélkül szűnt meg, orgonaépítői pályaelhagyóként kényszerültek megélni. Az épület jelenleg leromlott állapotban, üresen áll. Orgonakutatók és műemlékvédelmi szakemberek a család támogatásával szeretnék elérni, hogy majdan egy, a gyár történetét, az orgona működését, és az egyes korok orgonáit bemutató orgonamúzeumnak adjon otthont.

## Története

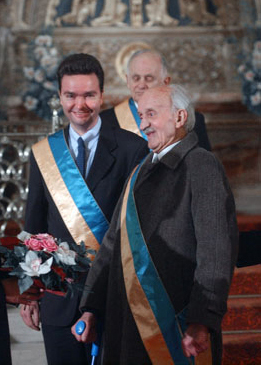
Angster József Habsburg György társaságában

Az idősebb Angster József, aki a Francia Akadémia tagja is volt, kora legnevesebb orgonakészítőitől tanulta meg a mesterséget, elsősorban a párizsi Notre Dame orgonájának építőjétől, Aristide Cavaillé-Colltól.
Első orgonája, a Pécsi zsinagógában gyors hírnévhez juttatta az Angster családot. A pápai Nagy Szent Gergely-renddel kitüntetett hangszerkészítő gyárában 80-100 fő dolgozott, amivel így évi 40 orgona előállítására voltak képesek.
A céget az 1896-os millenniumi kiállításon aranyéremmel jutalmazták.
Az 1890-es évek elején 50-60 munkás, az első világháború előtt már 120 ember dolgozott a gyárban. Az üzemben a fűrészeket, esztergapadokat, fúrókat egy 4 lóerős gőzgép hajtotta. Alapanyagot főleg belföldről, de külföldről is vásároltak. Az ónt és az ólmot angol területekről. 1909-ben Diesel-motoros meghajtású gépet vásároltak.
A gyárat 1903-tól az alapító fiai, Emil és Oszkár vették át. A harmadik generációbéli vezetőket, Angster Józsefet és Angster Imrét az államosítás után koncepciós perben elítélték. A gyár az 1949-es államosítás után asztalosüzem lett, amíg a meglévő faanyagot fel nem élték (koporsót és úttörősípot gyártottak). Az értékes fémeket elkobozták.
A Pécsi Városszépítő és Városvédő Egyesület a gyár egykori központi épületének falán 1989. március 21-én emléktáblát avatott. A ház, amelyben a gyár működött, mára a Műemlékvédelmi hivatal leírása szerint lelakott, átalakított, „modernizált”.

## Fontosabb orgonái
Angster gyárának fontosabb orgonái

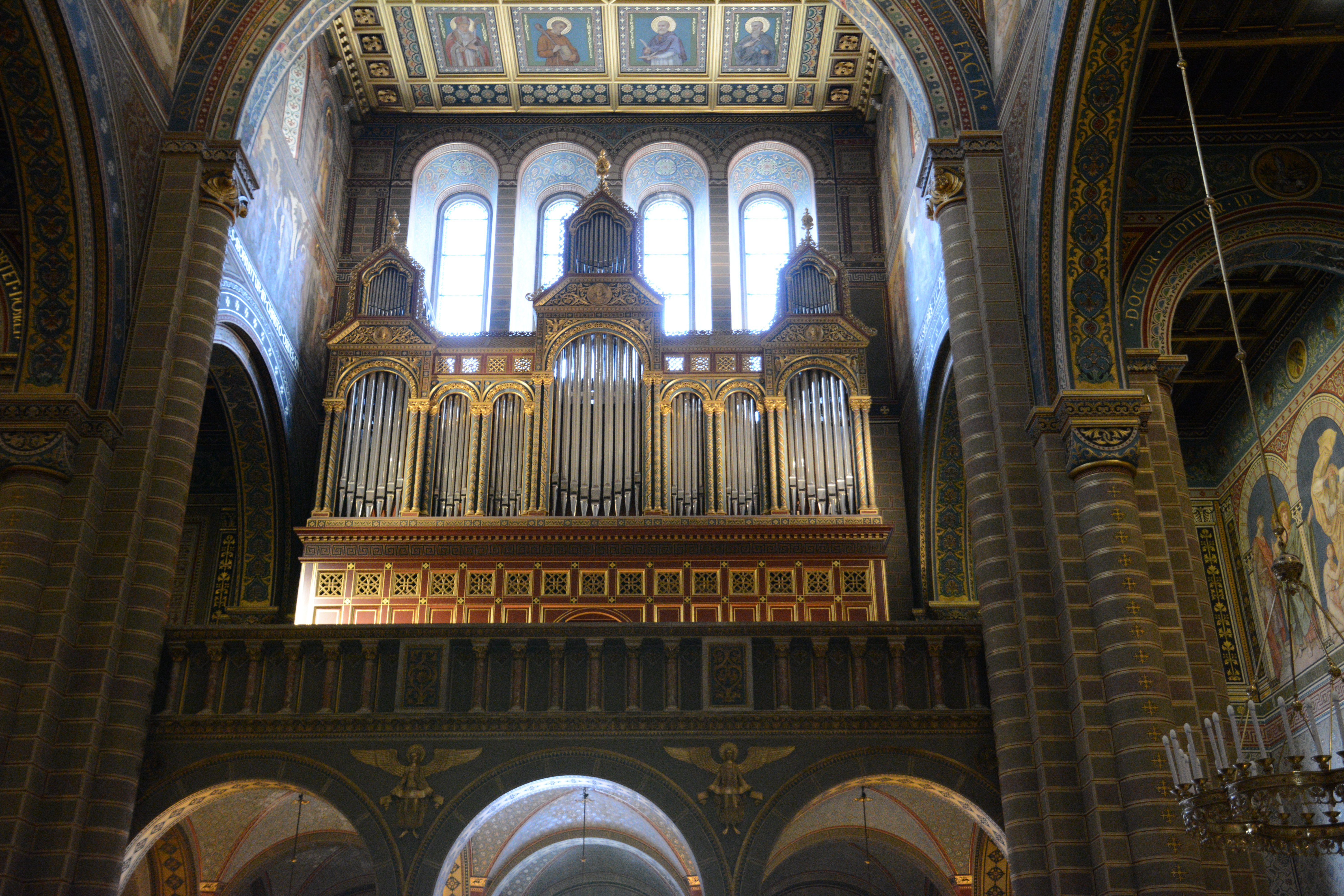
A pécsi székesegyház orgonája

- Budapest, terézvárosi római katolikus templom
- Budapest, Kálvin téri református templom
- Budapest, Szent István-bazilika (1905, Op. 450 a legnagyobb pneumatikus Angster-orgona)
- Debrecen, Kossuth utcai református templom
- Eger, Egri bazilika orgonája (átépítés)
- Hajdúböszörmény, Bocskai téri református templom (1902, Op. 400. a legnagyobb református templomba készült Angster-orgona)
- Hajdúböszörmény, Kálvin téri református templom (1914, Opus 890.)
- Győr, Győri bazilika
- Karmelita templom (Győr)
- Kalocsa, Kalocsai székesegyház
- Miskolc, Szent Anna-templom (1894)
- Miskolc, Avasi templom (1895)
- Miskolc, „Kakastemplom” (1901)
- Miskolc, Mindszenti templom (1903)
- Miskolc, Zenepalota (1929)
- Miskolc, Minorita templom (1950)
- Miskolc,Szirmai római katolikus templom
- Pécs, belvárosi római katolikus templom (Op. 80)
- Lyceum templom (Pécs)
- Pécs, Pécsi székesegyház (1887, a 100. Angster-orgona)[10]
- Pécs, Pécsi zsinagóga orgonája (az első Angster-orgona)
- Szeged, Szegedi dóm orgonája (a legnagyobb Angster-orgona)
- Székesfehérvár, Ciszterci templom (1949. opus)

## Kiállítás
2010. május 18-ától három hónapon át kiállítást tartottak a pécsi Vasváry-házban (Király utca 19.). Anyagát és koncepcióját Hajdók Judit orgonaművész, orgonakutató állította össze. A kiállítás bemutatta a cég történetét, Angster József családját és az alapító életét. Illusztrálták az első orgonák építését a manufaktúrán, valamint a kézműves és a gépesített orgonakészítést. Megtekinthetők voltak továbbá kisebb templomokba épített orgonák eredeti homlokzati és szerkezeti tervrajzai, eredeti levelek, szerződések, korabeli kritikák, és orgona-katalógusok.